# José Giralt
José Giralt e Iduate (1883, La Habana, Capitanía General de Cuba- 24 de enero de 1960, Madrid, España), más conocido como Patache Giralt, fue un futbolista español nacido en la Capitanía General de Cuba integrante de algunas de las entidades futbolísticas más antiguas de España, como la (Sociedad) Sky Foot-ball, la (Sociedad) Madrid Foot-Ball Club y el Club Deportivo Español, siendo miembro fundador de las dos primeras.
Hermano de los también futbolistas Mario y Armando, fueron él y este último los de mayor renombre y proyección, ya que no en vano siguieron la misma trayectoria deportiva hasta su retiro. Fue así pues vencedor del Campeonato de España-Copa del Rey en dos ocasiones de sus cuatro participaciones que sumó en la competición.
En 1903 fue nombrado presidente de honor del Victoria Football Club, antiguo club madrileño.

## Biografía
Nacido en el seno de una familia burguesa en Cuba cuando el país se encontraba bajo soberanía del Imperio español (Capitanía General de Cuba), se trasladaron por razones desconocidas a Madrid, España cuando él aún era joven. Con él viajaban también sus dos hermanos, Armando y Mario, quienes le acompañaron en su profesión.

## Trayectoria

### Real Madrid C. F.
Las pocas alusiones al deporte del football en la época hacen difícil situar su trayectoria, la cual comenzó en España en la (Sociedad) Sky Foot-ball, antes de abandonarlo en 1900 para formar la (Sociedad) Madrid Foot-Ball Club, actualmente conocida como Real Madrid Club de Fútbol.
El mediano de los tres hermanos, militantes todos del Madrid F. C., fue tras Armando el más reconocido. Jugador de todas las áreas del campo, fue subcampeón de la primera edición del Campeonato de España-Copa del Rey acontecido en 1903, cuando su equipo fue derrotado 3-2 ante el Athletic Club de Bilbao.
Fue en la competición precursora al Campeonato de España, el Concurso Madrid de Foot-ball, donde tanto él como sus hermanos debutaron de manera oficiosa contra otra sociedad futbolística, siendo además el primer «Clásico» de la historia.
Tras convertirse en uno de los pilares defensivos del club blanco se suscitó una convulsa situación en el seno de la entidad por diferencias respecto al rumbo que debía tomar el club tras perder la final copera. Los hechos dieron con la marcha de varios de sus socios fundadores, entre ellos José. Este abandonó su disciplina en octubre de 1903 para refundar el que fue su tercer club en su carrera, el Club Español de Madrid. Era habitual en la época que los jugadores abandonasen sus respectivos equipos para enrolarse o fundar otros debido al aún dispar y controvertido crecimiento del foot-ball, hecho que fue secundado tanto por sus hermanos como por otros compatriotas también integrantes del equipo, así como otros que marcharon para fundar el Moncloa Football Club.
Tras un breve período en el nuevo club, y viendo que eran los «madridistas» —apodo que sobrevendría años después— quienes empezaban a tener un notable crecimiento tanto institucional como deportivo, y que no podía disputar partidos oficiales con su nuevo club al no haber pasado un año desde que abandonase el anterior según normativa de la época de la Asociación Madrileña de Clubs de Foot-ball, regresó al Madrid. Ausente por los citados motivos en la primera  de las cuatro copas que venció el club entre 1905 y 1908, fue partícipe de las dos siguientes en las ediciones de 1906 y 1907. Tras la consecución del título el jugador volvió entonces al Club Español, donde permaneció hasta el año 1910, y con el que pudo sumar su cuarta final del Campeonato de España, y que perdió por 3-1 frente al Club Ciclista de San Sebastián.
Posteriormente puso rumbo a Barcelona para enrolarse en las filas del Club Deportivo Español, donde permaneció un par de temporadas antes de finalizar su carrera deportiva. Como blanquiazul sumó a su palmarés un Campeonato de Cataluña y una nueva semifinal del Campeonato de España, quinta en sus registros y que su equipo perdió frente al Athletic Club.